# TV Noe
TV Noe („Televize dobrých zpráv“) je jediná česká nekomerční televize  a zároveň jediná česká televize specializující se velkou částí svého vysílání na křesťanského diváka, předkládá ale divákům i různé nekonfesní vzdělávací pořady z oblasti historie a přírodních věd (zejména astronomie a biologie) či pohádky pro děti.
Vysílání zahájila na jaře 2006. Spolupracuje s obdobně zaměřenými stanicemi v Evropě. Své vysílání šíří přes internet, satelit, kabelové rozvody a DVB-T2. Ředitelem televize je jeden z jejích zakladatelů, kněz a salesián Leoš Ryška.
TV Noe má hlavní sídlo v Ostravě a vysílá denně od 6.00 do zhruba 1.00 hodiny po půlnoci (mezi 1 a 6 hodinou vysílá reprízy dopoledních pořadů minulého dne). Signál je šířen přes družici Astra 3B (23,5° východní délky, vertikální úhel 30°), potom také v DVB-T2 multiplexu 23. Dále přes internet, vlastní mobilní aplikaci, pomocí televizních kabelových rozvodů v mnoha městech v Česku i na Slovensku. Držitelem licence je Telepace s.r.o. Od roku 2023 vysílá i na kanálu NOE+ starší i nové televizní pořady.
V roce 2018 televizi byla řádem milosrdných bratří udělena Cena Celestýna Opitze za vzor v péči o nemocné a potřebné.

## Zaměření
Hlavním zaměřením stanice je šíření pozitivních hodnot, jako jsou všeobecná snášenlivost mezi lidmi a rozšiřování duchovního i kulturního obzoru. TV Noe je názorově a nábožensky snášenlivá, apolitická; dbá na etický rozměr. Hodlá být pomocníkem a prostředníkem pro ty, kteří potřebují odpočinek, radu, pomoc či ochranu.[zdroj?] Vysílání je rodinně zaměřené; staví na tradičních křesťanských hodnotách. Nabízí divákům duchovní hloubku a zdravý životní styl s cílevědomým omezením zobrazování násilí a nemravností.[zdroj?]
Cílem vysílání je oslovit široké spektrum diváků všech generací a všech sociálních skupin od „střední vrstvy“ přes sociálně slabé nebo handicapované občany až po národnostní menšiny. Nezanedbatelný prostor dostávají neziskové organizace. Noe pořizuje a zároveň vysílá vlastní nahrávky i živá vystoupení koncertních a divadelních představení. Popularizuje poznatky z vědy, medicíny a dalších odvětví. TV Noe spolupracuje s Dětskou televizí, která má k dispozice jeden půlhodinový vysílací blok týdně.

### Pořady
Televize má stálé zpravodajské relace: zpravodajství z Vatikánu, zpravodajství ze Svaté země a vlastní Noeviny, přidává pak i zvláštní zpravodajské relace z velkých křesťanských akcí, jako jsou například Národní pouť na Velehradě, Celostátní setkání mládeže v Olomouci, Národní svatováclavská pouť ve Staré Boleslavi, či Světové dny mládeže, i přenosy a reportáže z dalších kulturních akcí veřejných (např. Olomouc zpívá 2022, oslavy 17. listopadu, Svatojánské slavnosti Navalis). K tomu vysílá několik magazínů vlastní výroby i jiných dodavatelů. Od roku 2019 zařadila též vysílání živě s Noe, které jednou za měsíc doplňuje Noemova pošta (každý první pátek v měsíci). Pravidelné jsou i pořady z přírody (m. j. lyžařský prvosjezd hory K2, cestovatel Jan Eskymo Welzl a jeho stopa v rámci Outdoor Films), včetně cyklu V pohorách po horách Jiřího Kráčalíka. Tyto doplňují přímé přenosy kulturních akcí (Strážnice, Terchová, Mohelnice, Vřesová studánka, Myjava, Hostýn, Radhošť, Rožnov pod Radhoštěm, Smetanova Litomyšl aj.). Jak potkávat svět  s Jiřím Pavlicou a jeho hosty je zase pořad hudební, stejně jako Cesta k andělům Otakára Maria Schmidta (hosté Pavel Bělobrádek a další). Mezi dlouhodobě vysílané patří Noční univerzita (Marek Orko Vácha, Ladislav Heryán a další), Biblická studna (Petr Vaďura) a Dům ze skla (Tomáš Halík, Pavel Fischer a další). Pořady v latině a italštině jsou přímo tlumočeny (Ludmila Němcová, Petr Smolek aj.). Televize nabízí i pořad Pod lampou Štefana Hríba. Pravidelný je i pořad Přejeme si, vysílaný před dvanáctou a dvacátou hodinou denně z ostravského či pražského studia. Od roku 2016 probíhá v pražském studiu Don Bosco klasický filosofický pořad Na druhý pohled (Marek Orko Vácha, Karel Martin Satoria),doplněný interaktivními vstupy televizních diváků. Od září 2021 vznikl nový diskuzní pořad se známými osobnostmi „Dokořán“, moderovaný P. Marianem Pospěchou, jehož prvním hostem byl Jiří Suchý. Oblíbený je také hudební pořad „Gramofon aneb hledáme písničku na všední den“ od Petra Soviče. V roce 2024 televize přidala publicistický pořad Rozumíme médiím?
Prostřednictvím Centro Televisivo Vaticano a Rai Vaticano umožňuje v přímých přenosech sledovat aktuální vystoupení Svatého Otce Františka včetně středečních generálních audiencí a důležitých slavností celého liturgického roku.
Důležité je také vysílání přehledných zpravodajských pořadů („Zpravodajské Noeviny“, „Terra santa News“).
Celou řadu přenosů a pořadů připravuje též v Mariánském měsíci květnu k jubileu zahájení televizního vysílání. 
Za přímými TV přenosy vyjíždí zejména „do terénu“ (národopisné slavnosti, festivaly, mše a další události). 
Původně produkovala společně se slovenskou TV Lux československé vysílání, ovšem společný projekt začal být postupným časem problematický pro různé cíle jeho aktérů (Noe měla za cíl ekumenicky orientovanou „televizi dobrých zpráv pro všechny“, Lux pak katolickou televizi), což vyústilo v přerušení spolupráce v roce 2007 a založení samostatné TV Lux v roce 2008.

## Sídlo
Hlavní budova TV Noe se nalézá v bývalém klášteře Redemptoristů poblíž kostela sv. Václava v Ostravě (Adresa sídla: TV Noe, Kostelní náměstí 2, 702 00 Ostrava). Klášter, v němž také v době První republiky Redemptoristé provozovali první ostravské kino, byl řádu odňat v rámci „Akce K“ v roce 1950 a postupně přiveden do havarijního stavu. Po soudním procesu byl Redemptoristům navrácen a věnován TV Noe, která budovu rekonstruovala. TV Noe také využívá „pražské“ studio s Kaplí Panny Marie „Pomocnice“ (Hvězdy Evangelizace) ve Břvích u Prahy. Nové studio „Don Bosco“ ve Břvích bylo slavnostně otevřeno 16. listopadu 2022 a účast dodržel i nový pražský arcibiskup a primas český Jan Graubner.